# نقاره
نقاره ساز ضربی به صورت طبل دوتایی است که سطح یکی از دیگری کوچکتر است و هر دو به وسیله یک نوازنده با دو چوب نواخته می‌شود.
نقاره از دو طبل کاسه مانند درست شده که کاسهٔ بزرگتر صدای «بم» و کاسه کوچک صدای «زیر» می‌دهد. کاسه‌های نقاره را از مس یا سفال درست می‌کنند و روی آن پوست گاو یا گوسفند می‌کشند. برای نواختن این ساز معمولاً آن را بر روی پایه‌ای مخصوص سوار می‌کنند، در مجالس خانگی یا مشابه، ساز را بر روی قطعه فرشی قرار می‌دهند و با دو ترکهٔ نازک چوب بر آن می‌کوبند.

## تاریخچه

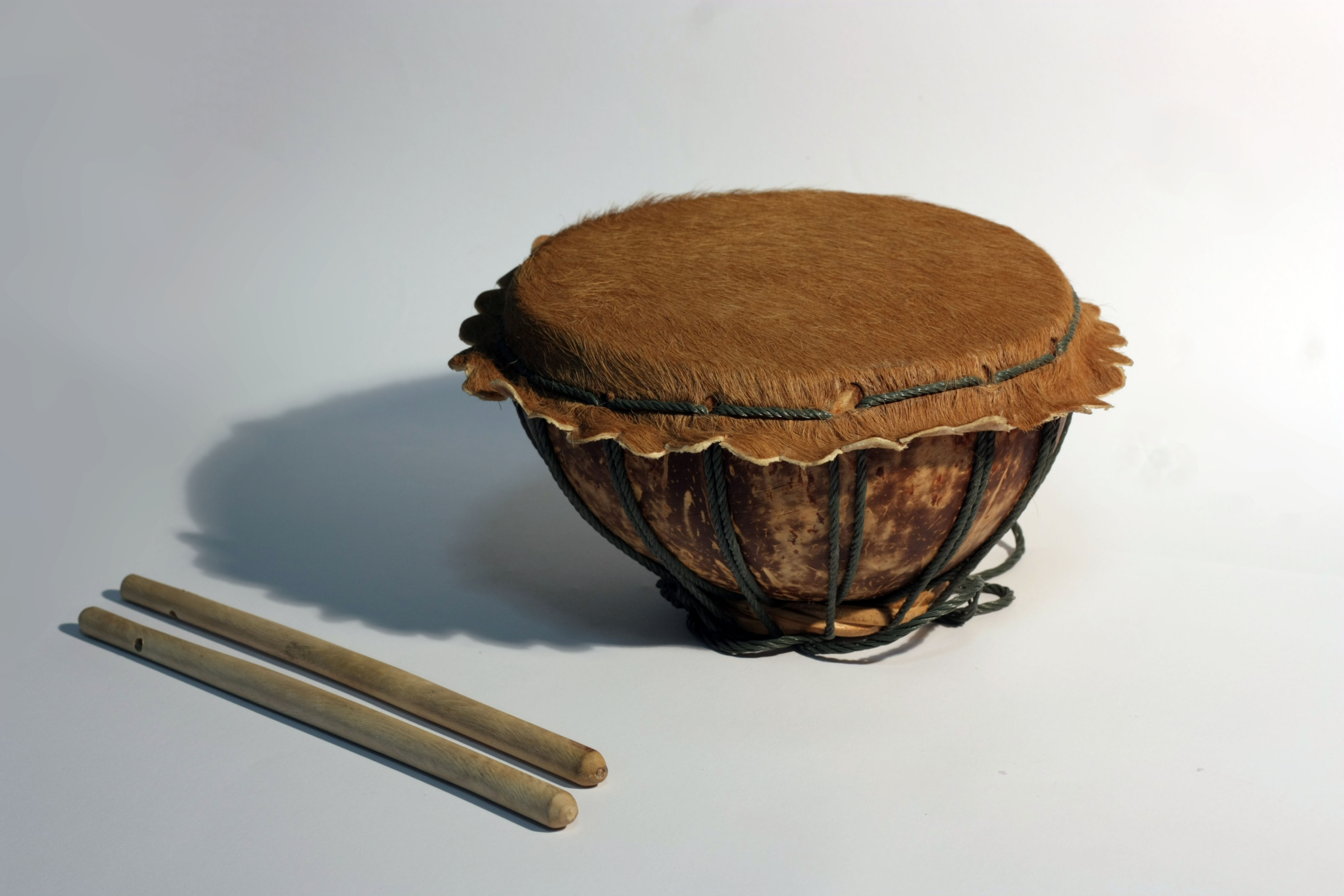
نقاره ساخته‌شده در تایلند با کشیدن پوست بز بر پوسته نارگیل

نقاره در زمان‌های قدیم، هم در مواقع جنگ به کار می‌رفت و هم در مواقع صلح، به این معنی که به هنگام نبرد یک ساز رزمی محرّک و شورآفرین بوده که آن را بر کوهان شتر می‌بستند و نقاره‌چی‌ها سوار بر شتر شده و در میدان جنگ می‌نواختند و در موقع صلح به عنوان یک ساز بزمی در سورها و میهمانی‌ها، بر گردن می‌آویختند یا در محل‌های معینی روی جایگاه قرار می‌دادند و می‌نواختند.
فضل بن روزبهان خنجی در کتاب مهمان نامه بخارا، در حالات محمدخان شیبانی، سلطان ماوراءالنهرکه مشهد و ناحیه طوس را تصرف کرده بود، می‌نویسد:
«سلطان تصمیم گرفت به زیارت امام رضا برود، از این رو، با اعیان لشکر خود و قاضیان و محتشمان عازم مشهد گردید. من با گروهی قبلاً به مشهد رفتیم و در آن جا مراسم استقبال را فراهم کردیم. بر فوق بارگاه حضرت، محلّی که نقاره نوبت حضرت امام می‌زنند، جماعت نقاره چیان اردوی همایون و نفیرچیان ایستاده، مترصّد آن که چون موکب همایون برسد نقاره بکوبند و نفیر نوازند…»
از این متن معلوم می‌شود که در قرن نهم و دهم، نقاره نواخته می‌شده و جایی هم در بلندی برای نقاره‌زن‌ها اختصاص داشته‌است.
در روزگاران پیشین، استفاده از شیپور و نقاره در دربار شاهان معمول بود و هر بامداد و شبانگاه، در کاخ‌ها و قصرها و محل‌های اقامت حاکمان و امیران در شهرها و بیابان‌ها نقاره می‌زدند و مردم را احضار یا مرخص می‌کردند و طبل نواختن و شیپور زدن، نشان حاکمیت و اقتدار شاهان به‌شمار می‌رفته‌است.
در ایران، نواختن طبل و نقاره، تا زمان قاجاریه ادامه داشت و حاکمان هم در مراکز استان‌ها به هنگام معینی از آن استفاده می‌کردند و در مناطق شرقی کشور حتی تا اوایل قرن حاضر نیز معمول بود. هم‌اکنون نقاره در شهداد کرمان نواخته می‌شود.

## انواع

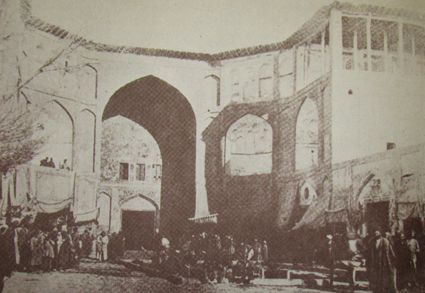
سردر قیصریه در زمانی که نقاره‌خانه بوده‌است

نقاره به انواع و اندازه‌های مختلف و در نقاط مختلف ایران وجود دارد.
- نقارهٔ گیلکی/ مازندرانی:

از دو کاسهٔ سفالی که یکی کوچکتر از دیگری می‌باشد تشکیل شده‌است، این ساز را معمولاً با چوب و در موقع لزوم با دست می‌نوازند. اندازهٔ قطر دهانهٔ کوچک معمولاً ۱۶ و اندازه قطر دهانهٔ بزرگ ۲۲ سانتی‌متر است.
- نقارهٔ سنندج:

از نوع گیلکی کمی بزرگتراست ، بعضی وقتها به اسب می‌بندند و نوازنده سوار بر اسب با دست شروع به نواختن می‌کند.
- نقارهٔ فارس:

مثل دوتای قبلی است ، ولی با اختلاف زیادتری در اندازه. قطر دهانهٔ کوچک ۲۲ و دهانهٔ بزرگ ۳۹ سانتیمتر و شکل آن نیز خمره‌ای فشرده‌است.

## نقاره‌خانه

ناقاره حرم علی بن موسی‌الرضا

نقاره‌خانه چنان‌که پیداست این نام از دو کلمه «نقاره» و «خانه» ترکیب شده‌است و به محلی که در آن «نقاره» نوازند گفته می‌شود. به نقاره‌خانه «نوبت خانه» یا «کوس خانه» هم می‌گفتند و به نوازنده‌های نقاره «نوبت نواز» و «نوبت زن» می‌گویند. نقاره‌خانه پیشینه‌ای بسیار قوی دارد و از روزگار باستان در ایران معمول بوده‌است؛ و در پایتخت‌ها و شهرهای والی‌نشین به حکام این امتیاز داده می‌شد که نقاره‌خانه داشته باشند. در طلوع و غروب آفتاب گردهی نوازنده در محل بلندی گرد می‌آمدند و نقاره می‌نواختند و در واقع با نواختن نقاره، خورشید مظهر حیات و روشنائی و «مهر» را استقبال یا بدرقه می‌کردند.
در نقاره‌خانه سازهایی مثل «کرنا» و «سرنا» هم نواخته می‌شود که این همنوازی، صبح و شام، برای استقبال از خورشید و بدرقهٔ بوده‌است. هنوز هم در مکان‌های  مثل حرم علی بن موسی‌الرضا، شاهچراغ نقاره‌خانه وجود دارد که در مواقع خاص نواخته می‌شود.
براساس اسناد رسمی و تاریخی موجود در مرکز اسناد رسمی و نسخ خطی کشور، تاریخچه نقاره‌ زنی در حرم علی بن موسی‌الرضا به ۴۱۷سال پیش بازمی‌گردد که بیشتر سندهای مربوط به نقاره‌خانه حرم  از دوره قاجاریه بر جای مانده‌است.
قدیمی‌ترین سند مربوط به نقاره‌خانه حرم مربوط به سال ۱۰۱۲ هجری قمری و براساس اسناد معتبر حکومتی، نقاره‌خانه حرم در دوره قاجاریه همزمان با رسمیت یافتن مجموعه آستان قدس رضوی، سر و سامان می‌یابد که البته از دوره‌های زمانی مختلف در این خصوص اسناد پیوسته موجود نیست. در مرکز اسناد آستان قدس رضوی بیش از ۶ میلیون سند وجود دارد که از این تعداد نزدیک به ۸۰۲ سند قدیمی مربوط به نقاره‌خانه حرم است.